# 2014年の韓国シリーズ
2014年の韓国シリーズは、公式戦1位のサムスン・ライオンズとプレーオフ勝者の2位ネクセン・ヒーローズ間で11月4日から11月11日まで開催され、三星が4勝2敗で下し、史上初のレギュラーシーズン＆韓国シリーズ4連覇と通算7度目の優勝を達成した。韓国シリーズMVPは、ヤマイコ・ナバーロが受賞した。